# عاريه (جزين)
عاريه  هي إحدى القرى اللبنانية من قرى قضاء جزين في محافظة الجنوب.